# Teobald I., kralj Navare
Teobald I. (baskijski: Tibalt I.a, francuski: Thibaut, španjolski: Teobaldo; 30. svibnja 1201. – 8. srpnja 1253.), zvani Trubadur i "postumni", bio je grof Šampanje (kao Teobald IV.) od rođenja i kralj Navare od 1234. godine. Bio je poznat kao križar te je bio prvi Francuz koji je vladao Navarom.

## Vladavina Šampanjom

### Regentstvo Šampanje
Rođen u Troyesu, Teobald bijaše sin Teobalda III. Šampanjskog i Blanke Navarske, kćeri Sanča VI., kralja Navare. Otac mu je umro manje od tjedan dana prije njegovog rođenja, a Blanka je vladala grofovijom kao regent dok Teobald nije napunio 21 godinu 1222. godine. Bio je istaknuti truver, a mnoge od njegovih pjesama su preživjele, neke i s glazbom.
Prva polovica Teobaldova života bila je obilježena brojnim poteškoćama. Njegov stric, grof Henrik II., ostavio je za sobom mnogo dugova koji su bili daleko od isplaćenih kada je Teobaldov otac umro. Nadalje, Teobaldovo je pravo nasljedstva osporavala Henrikova kći Filipa.
Sukob s Filipom eskalirao je 1215. u Rat za šampanjsko naslijeđe, a nije riješen dok Teobald nije postao punoljetan 1222. godine. U to vrijeme je kupio prava za znatnu monetarnu odštetu. Nešto kasnije, 1234., morao je potrošiti još kako bi otkupio još od Filipine starije sestre Alise, kraljice Cipra. Nagodba iz 1222. nije bila kraj Teobaldovim problemima jer se Teobald u narednim godinama našao suprotstavljen Luju VIII.

### Sukob s krunom
Teobaldova vladavina je u početku bila obilježena nizom poteškoća.
Ušao je u sukob s Lujem VIII., kraljem Francuske u vezi s restriktivnom politikom koju je novi kralj provodio sa Židovima u Francuskoj. U njegovom Etablissement sur les Juifs od 8. studenoga 1223., Luj VIII. je proglasio da kamate na židovske dugove više ne bi trebale vrijediti (iako je u isto vrijeme također naložio da kapital treba otplatiti Židovima u tri godine), da dugovi zbog Židova trebaju biti upisani i stavljeni pod kontrolu njihovih kneževa. Kneževi onda prikupljaju dugove za Židove, bez sumnje primajući proviziju. Dvadeset i šest baruna prihvatilo je nove mjere Luja VIII., ali Teobald nije zbog svog ugovora sa Židovima koji jamči njihovu sigurnost u zamjenu za dodatni prihod kroz oporezivanje. Teobald i njegova majka oslanjali su se na ovaj dodatni prihod tijekom borbe za naslijeđe svoje židovske populacije. Teobaldovo odbijanje prihvaćanja nove antagonističke politike prema Židovima Luja VIII. proširilo je rastući jaz između njih dvojice.
Tijekom opsade Avignona 1226., u sklopu katarskog križarskog rata, zbog neslaganja s kraljem, Teobald IV. čini samo minimalnu službu od 40 dana, a zatim odlazi. Nažalost, Luj je umro od dizenterije ubrzo nakon što je otišao, za što su neki optužili Teobalda. Na smrti Luja VIII., Teobaldova je politička situacija bila teška: on je napustio kralja u njegovim pohodima, pojavile su se glasine da ga je otrovao, i bio mu je zabranjen dolazak na krunidbu Luja IX. (njegova majka Blanka je otišla umjesto njega). Na početku regenstva Blanke Kastiljske, on je napustio urotu protiv francuskog kralja, koji je također uključivao Huga de Lusignana, grof La Marche i Pierrea Mauclerca, vojvodu od Bretanje.
Počele su se širiti glasine da Teobald ima ljubavnu vezu s udovicom Luja VIII., regenticom Blankom od Kastilje, za koju je skladao poetski homage. Kraljica Blanka i otac Teobalda IV. bili su unučad Eleonore Akvitanske. Prvi kroničar koji je spomenuo glasine o ljubavnoj vezi između Teobalda i Blanke bio je Rogerije iz Wendovera. Wendover je tvrdio da je Theobald, "izmučen strašću " za kraljicom, pokušao otrovati Luja VIII. u opsadi Avignona. Matthew Paris dodaje priču da su francuski plemići navodili mladog kralja Luja IX. da izazove Teobalda na dvoboj kako bi osvetio smrt svoga oca, ali da je Blanka spriječila dvoboj. Teobald IV. postaje sve utjecajniji na dvoru, a drugi veliki grofovi Francuske su postali ogorčeni. Moguće je da su glasine o aferi s kraljicom doista bile neutemeljene, i tek proizvedeni od strane drugih baruna ljubomornih na njegov položaj na dvoru. Općenito, ostali baruni bili su ljubomorni na ojačanu grofoviju Šampanju koja je nastala iz rata za naslijeđe, a sada predstavljala glavnog suparnika okolnim područjima.
| Portal:Europa | Portal:Europa |

U svakom slučaju, ogorčeni baruni napali su Šampanju 1229. – 1230. Ironično, savezi u invaziji bili preokrenuti iz aranžmana koji su bili u vrijeme rata za naslijeđe: grof Henrik II. od Bara napao je Šampanju sa istoka, što je navelo Teobalda IV. na udruživanje s Lorenom na grofoviju Bar. Simon Joinville, koji se borio za pobunjeničku frakciju tijekom rata za naslijeđe, sada se udružio s Teobaldom IV. prema vanjskoj opasnosti, te ga pomagao u pustošenju Bara, koji je na sjevernoj granici Joinvilleovih zemalja. Nažalost, sukob s grofovijom Bar potaknuo je snažnije Vojvodstvo Burgundiju na upad u Šampanju s juga, na čelu s vojvodom Hugom IV. (njegov otac Odo III., Blankin nepokolebljivi saveznik, umro je 1218.). Ovo je izazvalo Blanku na intervenciju, kako bi se zaustavilo širenje sukoba.
Teobald IV. je uspio odbiti napadače, ali uz veliku cijenu. Šampanjsko gospodarstvo bilo je iscrpljeno od ova dva velika rata, kao i križarskih dugova oca Teobalda IV. i strica, koji Teobald IV. morao prodati svoj suverenitet nad grofovijama zapadno od Pariza koje su njegovi preci posjedovali prije proširenja na istok do Šampanje: Blois, Sancerre i Chateaudin. Još jedan veliki udarac za moral došao je početkom invazije 1229., kada je Blanka Navarska umrla (prirodnom smrću), dok je bila u mirovinu u samostanu Argensolles. Štoviše, druga supruga Teobalda IV., Agneza od Beaujeua iznenada je umrla godine 1231., ostavljajući Teobalda IV. s petogodišnjom kćeri, Blankom. To je u Šampanji dovelo do potrebe za muškim nasljednikom, što je navelo Teobalda da se vjenča 1232. Margaretom Burbonskom.

## Vlast u Navari
Teobald je naslijedio svoga ujaka Sanča VII. kao kralj Navare. Teobald je bio u Pamploni u vrijeme Sančove smrti i on je odmah potvrdio je sloboštine kraljevstva. To je uvelike povećalo njegove resurse (da ne spominjemo njegov prestiž), a preostale godina njegove vladavine bile su mnogo mirnije i prosperitetnije. Gospodari i baruni sjeverne Francuske koji su bili u sukobu s Teobaldom IV. godine 1229. su ga ostavili na miru, shvativši da je u ulozi kralja Navare, njegov položaj bio prejak izazov.

### Unutarnja i vanjska politika
Kao kralj, Teobald je zapečatio paktove s krunom Kastilje i krunom Aragonije, kao i s Kraljevinom Engleskom. On je povjerio većinu vlada plemićima Šampanje i podijelio Navarre u četiri nova okruga na temelju fiskalnih funkcija i održavanja javnog reda. Počeo je kodifikaciju zakona u Cartulario Magno i postavio na papir navarske tradicije poznate kao "Fuero general", nesustavno zabilježene do tog vremena koje su slijedile baskijske tradicije u upotrebi po različitim okruzima kraljevstva.
Kako bi dobio podršku Kastilje, zaručio je svoju kćer Blanku za budućeg Alfonsa X. Tim bračnim paktom, Ferdinand III. od Leóna ponudio je teritorij Gipuskoe dok god je Teobald živ, ali ne i Alave na koji su navarski vladari odavno polagali pravo. No, s Gipuskoom bi stekao izravan pristup kantabrijskom moru. Ovaj savez nikada nije izvršen, međutim, jer bi to značilo uključivanje Navare kao feuda Kastilje. Sljedeće godine, Teobald je zaručio svoju svoju kćer za Ivana I., vojvodu od Bretanje, sina svog bliskog saveznika.

### Križarski rat 1239.
Godine 1239., Teobald je režirao križarski pohod na Svetu zemlju. Vojno, njegov križarski rat nije bilo slavan, ali je doveo do nekoliko diplomatskih uspjeha. On je proveo mnogo vremena u ugodnoj Akri (gdje je napisao pjesmu svojoj supruzi) prije prelaska u Aškelon, gdje je započeo izgradnju dvorca. Borio se u dvije male bitke. Druga bitka, u blizini Gaze doživjela je odlučujući poraz. Pregovarao je s Ajubidima od Damaska i Egipta, koji su bili u sukobu jedni s drugima u to vrijeme, finalizirajući sporazum s prvim (na sjeveru) protiv potonjeg ( na jugu), pri čemu je Kraljevstvo Jeruzalem ponovno steklo sam Jeruzalem, plus Betlehem, Nazaret, i većinu regije Galileje s mnogo templarskih dvoraca, kao što su Belfort i Saphet. On je također pregovarao primirje s Egipćanima. Neki suvremeni izvori čak impliciraju da je cijeli zemljišta između Jordana i Mediterana vraćeno u križarske ruke.
Upitno je koliko se konačni uspjeh križarskog rata (najuspješniji od prvog u teritorijalnom smislu) može pripisati Teobaldovim namjerama, a koliko je samo slučajan. On se vratio iz Palestine krajem 1240., prije nego što je Richard od Cornwalla stigao, jer nije htio biti prisutan u daljnjim raspravama oko vodstva i smjera pohoda. Suveniri koje je donio natrag u Europu uključuju ružu pod nazivom "provins" (latinski naziv Rosa Gallica 'officinalis', ljekarnička ruža) iz Damaska, prenijevši je "u svojoj kacigi"; komadić pravog križa; a možda i Chardonnay grožđe koje je u modernim vremenima važna komponenta šampanjca.

### Sukob s Crkvom
Teobald je proveo najveći dio ostatka vladavine putujući između Navare i Šampanje. Bio je u sukobu s biskupom Pamplone, Pedrom Jiménezom de Gazólazom, koji je održao provincijsku sinodu godine 1250. kako bi ga ekskomunicirao. Odbio je odgovoriti papinskim sudovima, ali papa Inocent IV. mu je priznao povlasticu kraljeva: nitko ga ne može izopćiti osim Svete Stolice. Teobald je umro u Pamploni, na povratku iz jednog od svojih brojnih posjeta Šampanji. Pokopan je u katedrali u Pamploni. Naslijedio ga je prvi put njegov stariji sin Teobald II., a potom njegov mlađi sin Henrik I.

## Potomstvo
Teobald se ženio nekoliko puta, a treći se put oženio Margaretom Burbonskom. Teobald i Margareta imali su šestero djece:
- Leonora
- Petar
- Margareta
- Teobald II., navarski kralj
- Beatrica Navarska, vojvotkinja Burgundije
- Henrik I., kralj Navare

S nepoznatom ljubavnicom, Teobald je imao kćer Agnezu.